# Ђуро Карановић
Ђуро Карановић (Кљевци, 1926 - Београд, 29. јули 2011) је био генерал-мајор ЈНА, учесник Народноослободилачке борбе.

## Биографија
Прије Другог свјетског рата био је земљорадник. Учествовао је у НОР-у од 1941, као командант бригаде. Послије рата завршио је Вишу војну академију ЈНА и Ратну школу ЈНА. Био је командант бригаде и дивизије и начелник Републичког штаба Територијалне одбране СРБиХ. Пензионисан је 1986. године. Носилац је Партизанске споменице 1941. и више војних одликовања.